# Новоград-Волинський укріпрайон

Схематична карта укріпрайонів України станом на 1937 рік. № 3 — Новоград-Волинський укріпрайон

Новогра́д-Воли́нський укріпрайо́н (7-й УР, УР № 7, Н-ВоУР) — укріплений район, комплекс фортифікаційних споруд на східному березі річки Случ на рубежі Варварівка — Вершниця — Чижівка — Наталівка — Новоград-Волинський — Сусли — Миропіль — Коростки. Один з елементів так званої «Лінії Сталіна», побудований в 1932—1939 роках.

## Загальна характеристика
Загальна протяжність укріпрайону становить 120 кілометрів. Число довготривалих споруд — 216.
За радянськими даними включав 17 артилерійських і 182 кулеметних ДОТи. За німецькими підрахунками 1942 року — 18 гарматних казематів (у тому числі 2 недобудовані), 60 протитанкових казематів (у тому числі 7 недобудованих), 140 кулеметних казематів (у тому числі 2 недобудованих), 8 командних пунктів (у тому числі 3 недобудованих).
Фортифікаційні споруди розташовані головним чином в одну лінію на правому березі Случі, в районі Новоград-Волинського і Мирополя — ешелоновані в 2—3 лінії на глибину до 4 кілометрів. В районі села Варварівка лінія ДОТів відхиляється від річки Случ на схід на 9—10 км прикриваючи правий фланг УРу. Враховуючи географічне положення Новоград-Волинського, ДОТи тут розміщувалися ще і на лівому березі річки, утворюючи плацдарм для контрнаступу. В районі сіл Красилівка, Дідовичі, Ярунь знаходиться недобудований передовий вузол оборони з 55 ДОТів, а біля села Гульськ — один з найпотужніших опорних вузлів «Лінії Сталіна» — «Гульська міна» — група ДОТів, яка поступалася за розмірами і вогневою потужністю тільки укріпленій групі Могилів-Подільського укріпрайону в районі Серебрії.

## Будівництво
Наприкінці 1920-х років для забезпечення мобілізації і стратегічного розгортання військ на західному операційному напрямку було прийняте рішення побудувати ряд укріпрайонів на кордоні з Польщею.
Рішення про будівництво Новоград-Волинського укріпленого району було прийняте в 1932 році — на рік пізніше, ніж Коростенського і Летичівського укріпрайонів. Новоград-Волинський УР мав перекривати неприкриту ділянку між зазначеними укріпрайонами на Київському напрямку.

Схема артилерійського капоніру в районі Баранівки.

Будівництво укріпрайону відбувалося в два етапи.
На першому етапі (1932—1933), згідно з існуючою тоді в Червоній армії концепцією застосування військ, основним засобом ураження противника вважалися кулеметні вогневі точки. Відповідно, в цей період бойова частина опорних пунктів являла собою кулеметні ДОТи. Для боротьби з бронецілями планувалося за необхідності використовувати протитанкові гармати з відкритих позицій.
Зразком фортифікаційного мистецтва того періоду є Гульська міна, більшість бойових споруд і підземних комунікацій якої збудовані в 1932—1933 роках. Бойова частина міни являла собою дво- трьохамбразурні кулеметні ДОТи для фронтального вогню і напівкапонір і для прикриття флангів. В підземній частині розташовувалися командний пункт, приміщення для відпочинку особового складу, склади боєприпасів, майна і продовольства, лазарет, котельна і дизель-генераторна, фільтр-вентиляційні установки, вбиральні і колодязь. ДОТи з'єднувалися з підземною частиною вертикальними шахтами зі скоб-трапами. Подача боєприпасів на бойові пости здійснювалася ручними підйомниками. Внутрішні комунікації були обладнані вогневими точками самооборони. Усі підземні споруди були вирубані в скельному ґрунті на глибині від 10 до 15 метрів та були посилені залізобетонними секціями. Товщина стін наземної частини ДОТів сягала 1,5 м, а бокових, укритих ґрунтом — 1,2 м. Напівкапоніри мали бічні стіни товщиною 1,3—1,4 м. Перекриття вогневих точок мали товщину від 1 до 1,2 м.
Стрімкий розвиток військової техніки, в першу чергу бронетанкових військ і артилерії, зміни в тактиці застосування армій в 1930-х роках змусили в 1937—1938 роках розпочати модернізацію укріпрайонів. Широкомасштабні фортифікаційні роботи на Новоград-Волинському УР повторно розпочалися в 1938 році.
Модернізація існуючих бойових споруд включала будівництво артилерійських напівкапонірів, покращення характеристик кулеметних вогневих точок, розширення мережі підземних споруд. Крім того, в 16—20 км на захід від Новоград-Волинського розпочалося будівництво ще одного передового вузла оборони. Однак через перенесення оборонного будівництва у 1940 році на новий кордон, споруди цього вузла так і залишилися без озброєння і внутрішнього обладнання.
Багато зусиль доклали для маскування командного пункту — комин котельні був виведений далеко в бік ставка. Сам командний пункт складався із командного пункту, караульного приміщення і котелень. Біля центрального входу у командний центр побудували ескап — бетонний захисний схил. Для захисту від наступаючого ворога у командному пункті була амбразура з кулеметом.
Двоповерховий командний пункт ділився на три відділи: технічний, командний і житловий. У технічному відсіку були розміщені акумуляторна, ємності для зберігання води. Передавали на вищий поверх вантаж за допомогою електричного ліфта. В командному відділі розгорнули штаб, вузол зв'язку і приміщення для коменданта УРу. У житловому відділі виокремлені їдальня, харчоблок та спальні приміщення.
Після польської кампанії 1939 року і переносу державного кордону далі на захід розпочалися роботи по консервації укріпрайонів «Лінії Сталіна». Будівництво Новоград-Волинського УР було припинене, озброєння і внутрішнє обладнання частково демонтоване та здане на склади, штатний склад скорочений до кулеметного батальйону і десяти взводів капонірної артилерії.

## Німецько-радянська війна
Після поразки в прикордонній битві радянське командування покладало великі надії на відхід військ на лінію старих укріпрайонів і організацію там міцної оборони. На цьому рубежі планувалося зупинити німецьке вторгнення, а з підходом резервів із глибини країни перейти в наступ. Важлива роль у планах відводилася Новоград-Волинському укріпрайону, який прикривав стратегічний київський напрям.

ДОТ № 100 південного вузла оборони Гульської міни.

З перших днів війни були розпочаті роботи по розконсервації 7-го УРу і дообладнанню смуги оборони польовими укріпленнями. Розпочалася доукомплектація військових частин району приписним особовим складом. Планувалося па базі укріпрайону розгорнути чотири кулеметних батальйони і 20 артилерійських взводів. В ході підготовки оборони виявилося, що частина озброєння і обладнання зарезервованого для Новоград-Волинського УРу передана в нові укріпрайони, а більшість обладнання, що залишилося в спорудах вийшло з ладу через відсутність необхідного нагляду і обслуговування. Крім того, через низький професійний рівень штатного командного складу підготовка особового складу укріплень була недостатньою, а тому її результативність виявилася низькою. На момент початку бойових дій в Новоград-Волинському укріпрайоні на озброєнні було 39 76-мм гармат, 423 станкових кулемети системи «Максим», 212 ручних кулеметів.
З початку бойових дій 2 липня 1941 року Новоград-Волинський УР знаходився в смузі оборони 5-ї армії Південно-Західного фронту. Для організації оборони УРу командувач армії направив туди як свого представника командира 87-ї стрілецької дивізії полковника М. І. Бланка, підпорядкувавши йому усі, що були в смузі укріпрайону війська. Однак директивою командувача військами Південно-Західного фронту від 3 липня (яка надійшла в штаб 5 армії в другій половині 5 липня) Новоград-Волинський УР разом 19-м механізованим корпусом перепідпорядковувався командуючому 6-ю армією. Але для перегрупування вже не було часу. В умовах плутанини і дезорганізації оборони війська німецької 6-ї армії 5 липня в двох місцях (в районі Мирополя і Гульська) прорвали оборону Новоград-Волинського укріпрайону. 7 липня війська 5-ї армії відійшли з рубежу по річці Случ в напрямку Коростенського укріпрайону.

ДОТ № 97 північного вузла оборони Гульської міни.

Кинуті командуванням напризволяще бійці укріпрайону продовжували утримувати оборону ще три доби. Однак опорні пункти виявилися абсолютно непристосованими до ближньої оборони. Невдовзі німці виявили куби повітрязабірних шахт фільтрвентиляційних установок і почали заливати в них бензин і підпалювати його. Виникла сильна пожежа. Дим від пожежі поширився по підземеллям. Незважаючи на важке становище, гарнізон продовжував триматися, хоч відчай людей наростало. Першими ці тортури не витримали особісти. Розуміючи безвихідь ситуації вони застрелилися у своїй кімнаті. Самогубство офіцерів СМЕРШУ викликало паніку в гарнізоні. Після обговорення становища керівництво укріпрайону, сподіваючись врятувати людей, прийняли рішення здатися в полон.
Після детального вивчення в 1942—1943 роках німці остаточно вивели з ладу основні бойові споруди укріпрайону шляхом підриву в ході широкомасштабної операції по знищенню захоплених радянських укріпрайонів.

## Оцінка ефективності застосування
Командування РСЧА, оцінюючи невдачу оборони на ділянці Новоград-Волинського укріпленого району, відзначало наступні слабкі місця в системі оборони УРу:
- нечисленність гарнізону (1 кулеметний батальйон на 30 км фронту);
- недостатня насиченість капонірних артилерією (1 гармата на 3 км фронту) і відсутність у ньому протитанкових гармат і перешкод;
- відсутність у смузі УРу траншей і дзотів, а також протипіхотних перешкод, що робило його слабоподготовленним до оборони польовими військами;
- відсутність в ланці батальйон — рота — ДОТ підземних ліній зв'язку, що не забезпечувало надійного управління в бою[7].

Однак, незважаючи на наявність зазначених недоліків, а також низки інженерних помилок, допущених при проектуванні фортифікаційного комплексу, Новоград-Волинський укріпрайон за умови завчасного його заняття польовими військами міг значно посилити стійкість оборони і забезпечити виконання покладених на нього завдань. Основною причиною поразки слід вважати нездатність командування фронтом організувати стійку оборону в умовах обстановки, що швидко змінюється.